# Colla da Chrioch
Colla da Chrioch lub Colla Fo Chrith („z Dwóch Krajów”, tj. Irlandii i Alby), właśc. Muiredach – na wpół legendarny irlandzki zdobywca Ulsteru oraz przedstawiciel rodu Milezjan, wywodzący się z linii Eremona. Syn Eochaida Doimlena (Dublena), syna zwierzchniego króla Irlandii Cairbre’a II Liffechaira („z Liffey”), oraz żony Alechii, córki Updara, króla Alby. Znany jako jeden z „Trzech Collasów”, obok dwóch braci, Cariolla (Colla Uais) i Aeda (Colla Menn).
Collasowie nastawali na Fiachę VI Sraibtine, swego stryja i arcykróla Irlandii. Ten wiedział o proroctwie, mówiącym, że ten kto zabije przeciwnika, wówczas jego potomkowie nigdy nie będą rządzić Irlandią. W czasie, gdy syn Muiredach Tirech przeprowadzał kampanię wojenną w Munsterze, Collasowie pokonali i zabili go w bitwie pod Dubchomarem. Władza nad Irlandią przeszła na jednego z nich, Collasa Uaisa. Brat panował przez cztery lata, gdy został pokonany przez Muiredacha Tirecha. Ten obejmując tron, skazał na wygnanie Collasów wraz z trzystoma ludźmi, do Alby (Szkocja). Collasowie służyli tam ojcu ich matki, Updarowi. Pod koniec roku postanowili wrócić do Irlandii. Mieli nadzieję, że Muiredach II Tirech po zabiciu ich pozbawi się tronu dla swych potomków. Ale arcykról wiedząc o proroctwie, wziął ich na swe usługi.
Muiredach II widząc, że potomstwo Collasów jest zbyt rozrodzone, wysłał ich na podbój Ulsteru. Chciał w ten sposób odciągnąć od swego kraju. Collasowie w przymierzu z mieszkańcami Connachtu pokonali Ulatów w Achadh-leithdheirg na terenie hr. Fermanagh. W siódmej i ostatniej bitwie pokonali i zabili Fergusa IV Fogę, króla Ulsteru. Jednak jeden z nich, Colla Menn, także zginął w tej bitwie. Pozostali bracia po spaleniu stolicy Emain Macha, zajęli centralne okręgi Ulsteru, znane później jako Airgíalla (zang. Oriel), czyli „ludy podległe”. Kroniki Czterech Mistrzów datują ten podbój Ulsteru na 331 r. Jednak chronologia wczesnej irlandzkiej historycznej tradycji jest uznawana przez uczonych za sztucznie urobioną. Datują upadek stolicy Emain Macha na 450 r. Uważają, że „Trzej Collasowie” to Conall, Enda i Eógan, trzech synowie arcykróla Nialla I Noígiallacha, którzy także dokonali podboju Ulsteru w V w.

## Potomstwo
Według tradycji „Trzej Collasowie” byli uważani za krewnych Nialla Noígiallacha. Jednak DNA dzisiejszych potomków Nialla i Collasów wskazują, że ci nie byli ze sobą spokrewnieni. Księga Ballymote wymienia Síl Colla Focrích; w jej skład wchodzą: Airthera, Rigradh Dartraighe Coindinse, Uí Méith, Fir Fernmuighe, Fir Manach, Fir Lemna, Síl Duibtiri, Uí Briúin Archoill, Fir Roiss, Uí Máine, Fir Dubhshlat, Uí Cennfhada, Uí mic Brocc, Uí Echach bega, Uí Echach móra, Uí Dortaind, Uí Níalláin, Uí Conaill, Uí Bresail z Machy i Mughdornu, Uí Cremthaind i Uí Luain. Colla da Chrioch pozostawił po sobie czterech synów:
- Imchad, przodek Uí Méith i Uí Máine, z którego wywodzili się królowie Uí Máine.
- Findchad
- Rochad, przodek Cenél Rochada, w którego skład wchodzą: Fernmuigi, Síl Daim Argait, Uí Briúin ar Chaill, Uí Labrada, Dál n-Uaich (Oaich), Uí Chremthainn, Uí Meic Brócc i Uí Tuathail. Rochad miał syna:
  - Dech Dorn, miał trzech synów:
    - Fiach (Fiacc, Feig), miał syna Crimthanna Liatha, króla Airgíalla, a przez niego potomstwo
    - Labrad, przodek rodu Laury
    - Brian, przodek Uí Briúin ar Chaill
- Fiachra Cassán, a quo Síl Fiachra Cassán, przodek Airthir z Ard Macha, Uí Breasail, Uí Nialláin, Uí Dorthain, Uí Eochada, Uí Cruind i Uí Trena.

Oto nazwiska rodzin, które podawały się za potomków Colli da Chriocha: Boylan, Carbery, Cassidy, Cahil, Corrigan, Corry, Cosgrave, Davin, Davine, Devin, Devine, Devers, Divers, Donegan, Donnelly, Eagan, Enright, Fogarty, Garvey, Gilchreest, Goff, Gough, Hart, Harte, Hartt, Hartte, Higgins, Holland, Holligan, Hoolahan, Hort, Keenan, Kelly, Kennedy, Keogh, Lally, Lannin, Larkin, Laury, Lavan, Lalor, Lawlor, Leahy, Loftus, Loingsy (Lynch), Looney, MacArdle, MacBrock, MacCabe, MacCann, MacCoskar, MacCusker, MacDaniel, MacDonnell, MacEgan, MacGeough, MacHugh, MacKenna, MacMahon, MacManus, MacNeny, MacTague (Montague), MacTernan, MacTully, Madden, Magrath, Maguire, Malone, MacIvir, MacIvor, Meldon, Mitchell, Mooney, Muldoon, Mullaly, Muregan, Naghten, Nawn, Neillan, Norton, O’Brassil, O’Callaghan, O’Carroll, O’Connor, O’Duffy, O’Dwyer, O’Flanagan, O’Hanlon, O’Hanratty, O’Hart, O’Kelly, O’Loghan, Rogan, Ronan, Ronayne, Slevine Tully, i in.